# Saint-Trinit
Saint-Trinit ist eine französische Gemeinde mit 120 Einwohnern (Stand 1. Januar 2022) im Département Vaucluse in der Region Provence-Alpes-Côte d’Azur. Sie gehört zum Kanton Pernes-les-Fontaines im Arrondissement Carpentras.

## Geographie
Saint-Trinit liegt im Nordosten des Départements Vaucluse, direkt an der Grenze zu den Départements Drôme und Alpes-de-Haute-Provence. Umliegende Gemeinden sind Saint-Christol, Sault, Aurel (Vaucluse), Ferrassières (Drôme) und Revest-du-Bion (Alpes-de-Haute-Provence). Nächstgrößere Städte sind Apt im Süden (26 km) und Carpentras im Westen (34 km).
Die Gemeinde liegt auf dem Plateau d’Albion in der Nähe des Gebirges Monts de Vaucluse auf einer Höhe zwischen 780 und 914 Metern. Durch Saint-Trinit fließt der kleine Gebirgsfluss Croc, der in der Montagne de Lure entspringt und bei Sault in die Nesque mündet. Das Gemeindegebietes gehört zum Regionalen Naturpark Mont-Ventoux, 13 km südlich befindet sich der Regionale Naturpark Luberon.

## Verkehr
Quer durch das Gemeindegebiet verläuft die Route départementale D950 auf west-östlicher Achse von Sault kommend in Richtung Forcalquier.
In der Nachbargemeinde Saint-Christol befindet sich ein militärischer Flugplatz.

## Bevölkerungsentwicklung
| Jahr      | 1962 | 1968 | 1975 | 1982 | 1990 | 1999 | 2006 | 2008 | 2018 |
| --------- | ---- | ---- | ---- | ---- | ---- | ---- | ---- | ---- | ---- |
| Einwohner | 71   | 77   | 82   | 65   | 86   | 99   | 118  | 123  | 119  |

## Sehenswürdigkeiten
Die ehemalige Prioratskirche St-Trinit besteht aus einem kurzen Kirchenschiff, einem Chorjoch und einer fünfseitigen Chorapsis, die von einem Halbkuppelgewölbe überdeckt wird. Ein Triumphbogen trennt das Schiff vom Chorjoch. Bei der Kirche handelt es sich wahrscheinlich nicht um diejenige, die in der Bulle von Papst Gelasius II. aus dem Jahr 1118 erwähnt wird, da einige Bauelemente wie das Chorjoch erst Mitte des zwölften Jahrhunderts entstanden sind. Die Kirche wurde zusammen mit dem Kirchenschiff erst ein halbes Jahrhundert später fertiggestellt. 1652 wurde das Tonnengewölbe vollständig erneuert.
Die dem Pestheiligen St. Rochus gewidmete Kapelle wurde zwischen 1629 und 1630 erbaut.
|  |  |